# Майбородіна Ірина Олександрівна
Ірина Олександрівна Майбородіна (нар. 22 травня 1993) — українська футболістка та футзалістка,  півзахисниця жіночої футбольної команди «Сістерс» (Одеса).

## Клубна кар'єра
Футбольну кар'єру розпочала в «ЦПОР-Донеччанці». У Вищій лізі України дебютувала 2010 року. У команді провели три з половиною сезони. Влітку 2014 року перейшла у «Житлобуд-1». У складі харківського клубу дебютувала в жіночій Лізі чемпіонів 11 серпня 2015 року в переможному (4:1) поєдинку проти ризької РФШ. Ірина вийшла на поле в стартовому складі та відіграла увесь матч. У лізі чемпіонів загалом зіграв 4 матчі. У складі харківського клубу двічі ставала чемпіонкою України та тричі володаркою кубку України.
У січні 2017 року перейшла до футзального клубу «ЗХО-Tesla» (Харків), але вже в квітні того ж року перейшла до уманських «Пантер». У жовтні 2017 року перейшла до футзального клубу IMS-НУХТ (Київ), у футболці якого виступає до тепер. Двічі спробувала повернутися до великого футболу. У весняній частині сезону 2018/19 років захищала кольори «Маріуполя». Восени 2020 року повернулася до «Пантер». У футболці уманського клубу дебютувала 7 вересня 2020 року в програному (0:1) виїзному поєдинку 2-го туру Вищої ліги проти львівських «Карпат». Майбородіна вийшла на поле в стартовому складі, а на 69-ій хвилині її замінила Катерина Сафронова. В осінній частині сезону 2020/21 років зіграла 7 матчів у Вищій лізі, після чого продовжила виступати за футзальну команду IMS-НУХТ (Київ).

## Кар'єра в збірній
Викликалася до жіночої молодіжної збірної України, у футболці якої дебютувала 5 квітня 2011 року в програному (1:7) домашньому поєдинку молодіжного чемпіонату Європи проти одноліток зі Швеції. Ірина вийшла на поле на 77-ій хвилині, замінивши Альону Ковтун. Загалом у складі жіночої молодіжної збірної провела 4 поєдинки.

## Досягнення
«ЦПОР-Донеччанка»
- Вища ліга України
  -  Бронзовий призер (2): 2012, 2013

- Кубок України
  -  Фіналіст (1): 2012

«Житлобуд-1»
- Вища ліга України
  -  Чемпіон (2): 2014, 2015
  -  Срібний призер (1): 2016

- Кубок України
  -  Володар (3): 2014, 2015, 2016

«Колос»
- Вища ліга України
  -  Срібний призер (1): 2024
  -  Бронзовий призер (1): 2023

- Кубок України
  -  Фіналіст (1): 2022